# Mayte Martínez

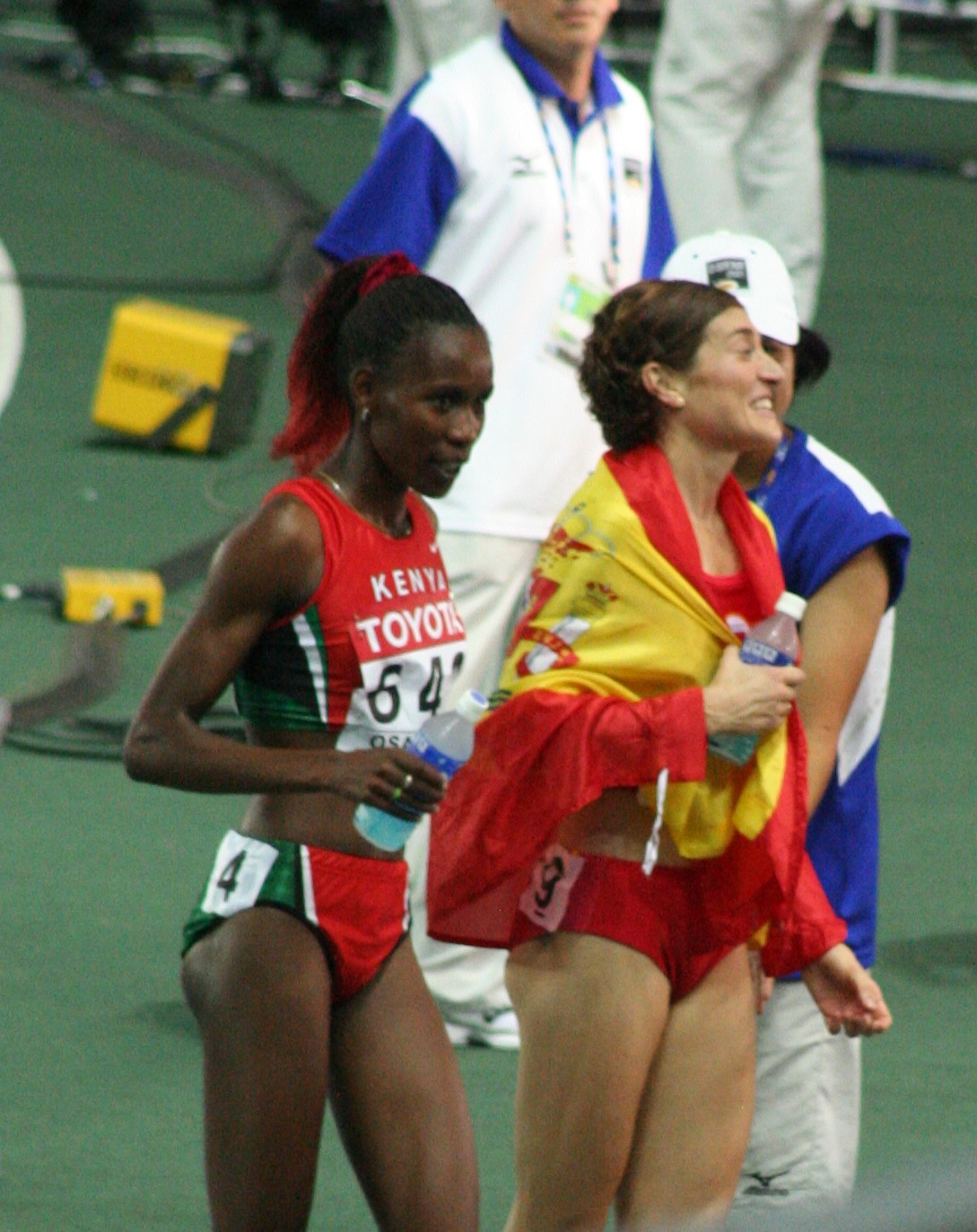
Janeth Jepkosgei (till vänster) och Mayte Martinez efter att ha tagit guld respektive brons på 800 m vid VM i Osaka 2007

María Teresa ("Mayte") Martínez Jiménez, född 17 maj 1976 i Valladolid, är en spansk friidrottare (medeldistanslöpare).
Martinez tävlar framför allt på 800 meter och hennes första större mästerskap var OS 2000 då hon inte gick vidare från semifinalen. Vid VM 2001 var hon med i finalen men slutade där sjua. En större framgång blev EM 2002 i München då hon slutade på andra plats slagen av Jolanda Čeplak. Efter en rad misslyckade mästerskap blev VM 2007 i Osaka ett fall framåt då Martinez slutade trea och noterade nytt personligt rekord i finalen då hon sprang på 1.57,62.